# Dalrymple National Park
Dalrymple National Park är en park i Australien. Den ligger i delstaten Queensland, omkring 1 100 kilometer nordväst om delstatshuvudstaden Brisbane.
Trakten runt Dalrymple National Park är nära nog obefolkad, med mindre än två invånare per kvadratkilometer.. Det finns inga samhällen i närheten.
Omgivningarna runt Dalrymple National Park är huvudsakligen savann. Genomsnittlig årsnederbörd är 845 millimeter. Den regnigaste månaden är mars, med i genomsnitt 218 mm nederbörd, och den torraste är september, med 6 mm nederbörd.